# Melanophryniscus dorsalis
Melanophryniscus dorsalis é uma espécie de anfíbio da família Bufonidae. Endêmica do Brasil, onde é encontrada do município de Imbituba, no estado de Santa Catarina, ao município de Torres, no estado do Rio Grande do Sul.